# Джуко, Джастин
Джастин Джуко (англ. Justin Juuko; род. 21 сентября 1972, Масака, Уганда) — угандийский профессиональный боксёр выступавший во втором полулёгком, лёгкой и первой средней весовых категориях. Чемпион Содружества (1995—1997), интернациональный чемпион по версии Всемирного боксёрского совета (1997) и чемпион Центрально-американской боксёрской федерации Всемирного боксёрского совета (1998), чемпион Африканского боксерского союза (1999) и Североамериканской боксёрской федерации (2001), претендент на титулы временного чемпиона мира по версии Всемирной боксёрской ассоциации (1999) и чемпиона мира по версиям Всемирного боксёрского совета (1999), Международной боксёрской ассоциации (2000 и 2008), Всемирного боксёрского союза (2004) и Глобального боксёрского союза (2012).